# Georgenhalle

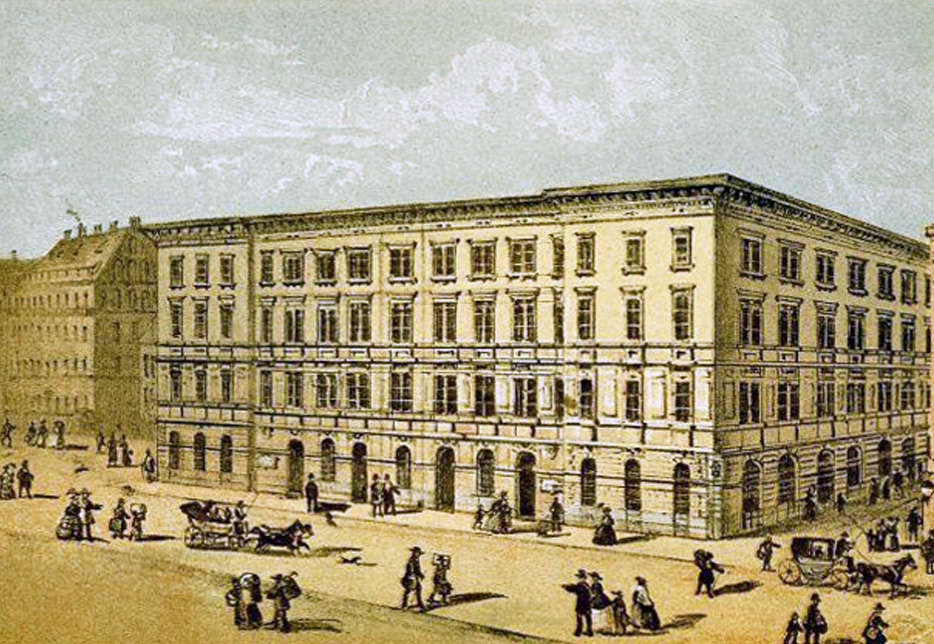
Die Georgenhalle in Leipzig um 1860

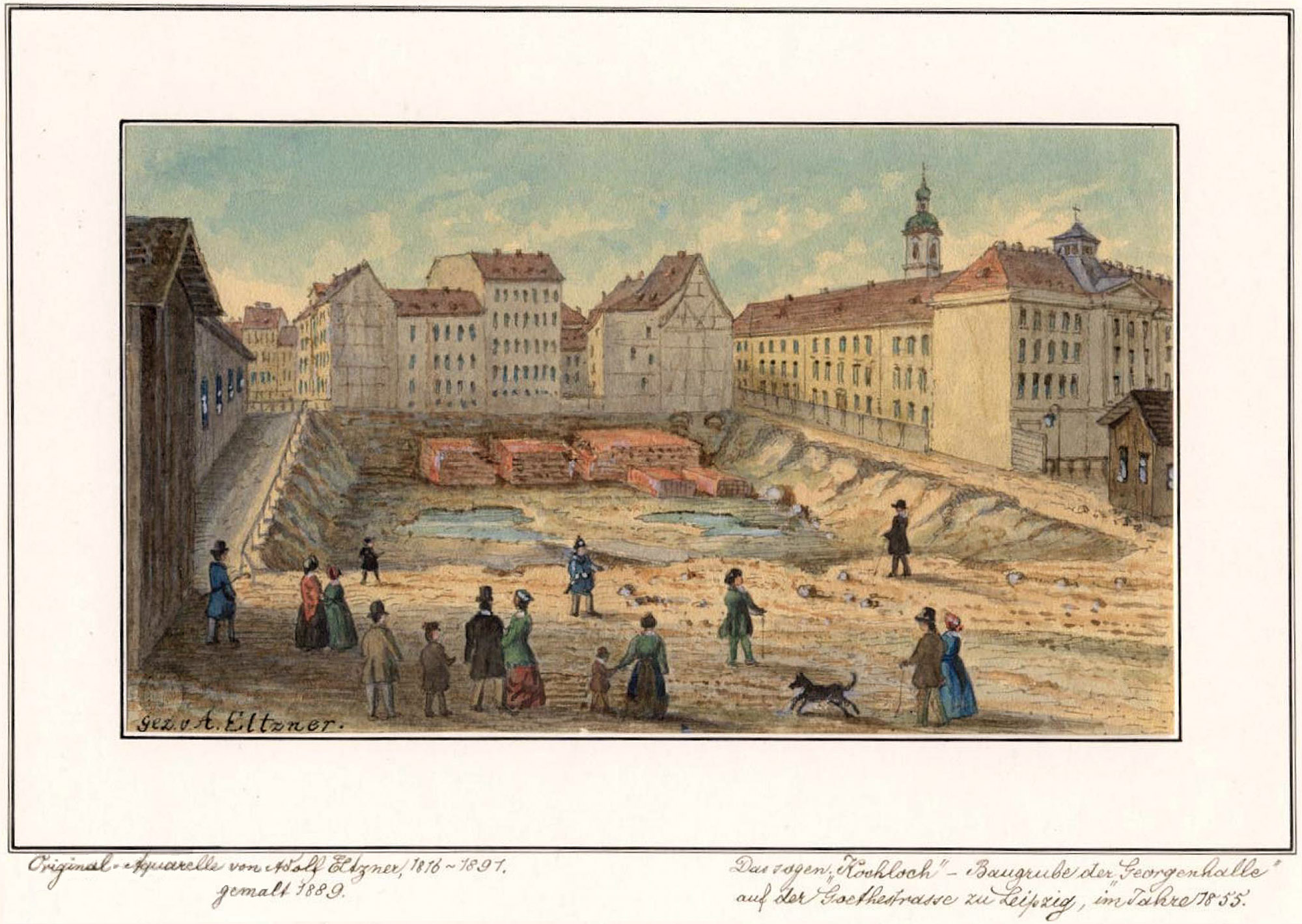
Die Baugrube für die Georgenhalle in Leipzig 1855 (auch Koch-Loch genannt)

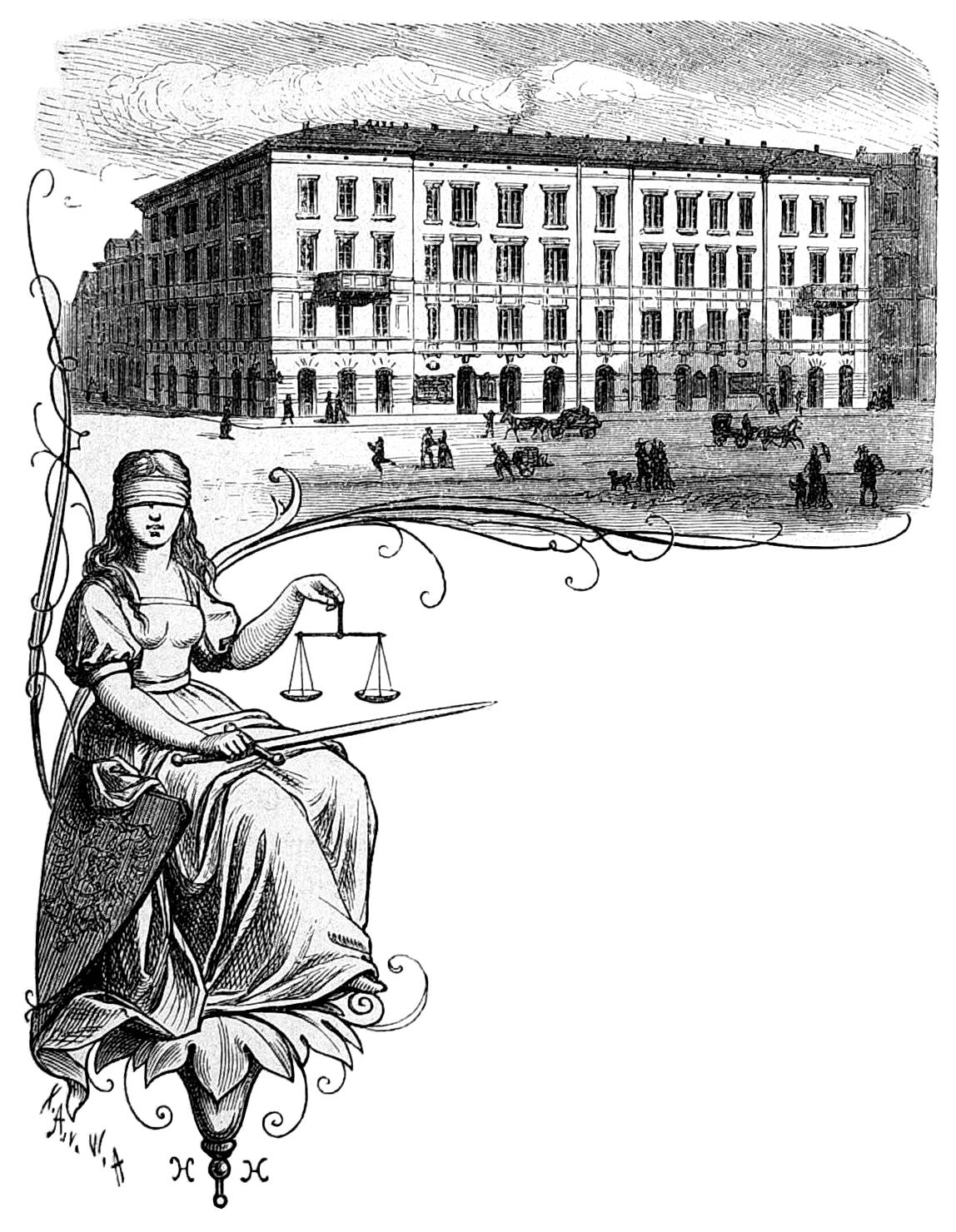
Die Georgenhalle als Sitz des Reichsgerichts von 1879 bis 1895

Die Georgenhalle war ein Gebäudekomplex in Leipzig an der Goethestraße, der südlich von der Ritterstraße und nördlich vom Brühl begrenzt wurde.

## Geschichte
Im Jahre 1416 entstand am östlichen Ende des Brühl als private Stiftung das Frauenkolleg der Universität, eigentlich „Collegium Beatae Mariae Virginis“, nach einer benachbarten Marienkapelle (Unser Lieben Frau) benannt. In den 1850er-Jahren hatte der Rat der Stadt das Kolleg und angrenzende Gebäude gekauft und beabsichtigte hier Ersatz für die Fleischbänke in der Reichsstraße zu schaffen.
1857 wurde ein vierstöckiger klassizistischer Bau eingeweiht, dessen Erdgeschoss vorrangig dem Fleischverkauf diente. Die Baugrube dazu muss wohl den Leipzigern zu lange offen gewesen sein, denn auf einer sich auf das Jahr 1855 beziehenden Zeichnung wird sie „Koch-Loch“ genannt. Koch hieß der damalige Bürgermeister. Der Name des Gebäudes nahm Bezug auf das auf der gegenüber liegenden Seite des Brühl befindliche Georgenhaus.
16 Jahre lang, von 1879 bis 1895, war die Georgenhalle Sitz des neu gegründeten Reichsgerichts, bis dieses in den Neubau in der Südwestvorstadt einzog. Danach nutzten die Stadtwerke Leipzig das Gebäude.
1871 war Otto von Bismarck Reichskanzler und im gleichen Jahr Ehrenbürger von Leipzig geworden. Seit 1875 gab es zudem nun noch in der Georgenhalle ein Caféhaus mit dem Namen „Fürst Reichskanzler“. 1912 pachtete es Ernst Fischer, der spätere Besitzer des Café Corso und betrieb hier ein Lesecafé mit 200 in- und ausländischen Zeitungen.
Am 4. Dezember 1943 wurde die Georgenhalle durch einen Bombenangriff zerstört und anschließend nicht wieder aufgebaut.

## Folgebauten
Nachdem das Grundstück lange Jahre unbebaut war, errichtete 1964/65 der VEB Chemieanlagenbau ein Verwaltungsgebäude. Es war ein siebengeschossiger Zweiflügelbau mit roter Glasfassade längs der Goethestraße und des Brühl.
Im Sommer 2008 verkaufte die Stadt das Areal. Das Verwaltungsgebäude wurde abgerissen. Die Opernpark-Center GmbH, eine Tochter der Unister Holding GmbH, welche Internet-Websites betreibt und vermarktet, plante die Errichtung eines Büro- und Wohngebäudes mit mindestens 25.000 m² Grundfläche. Im Dezember 2015 gab Unister bekannt, auf den Bau eines neuen Unternehmenssitzes verzichten zu wollen. Das Baugrundstück wurde verkauft.